# 본격연예 한밤
《본격연예 한밤》은 SBS TV에서 2016년 12월 6일부터 2020년 8월 26일까지 방송했던 연예 정보 프로그램이었다.

## 기획 의도
새로 고침 하기가 무섭게 쏟아지는 연예 뉴스 소식들을 더욱 재밌게 즐기기 위한 전무후무한 연예 정보

## 방송 시간
| 방송 채널 | 방송 기간                         | 방송 시간                  | 방송 시간                   | 비고               |
| --------- | --------------------------------- | -------------------------- | --------------------------- | ------------------ |
| SBS TV    | 2016년 12월 6일 ~ 2019년 4월 30일 | 매주 화요일 밤 8:50 ~ 9:55 | 매주 화요일 밤 8:50 ~ 9:55  | 독립 편성          |
| SBS TV    | 2019년 5월 7일 ~ 12월 24일        | 1부                        | 매주 화요일 밤 8:55 ~ 9:30  | 분리 편성 (1, 2부) |
| SBS TV    | 2019년 5월 7일 ~ 12월 24일        | 2부                        | 매주 화요일 밤 9:30 ~ 9:55  | 분리 편성 (1, 2부) |
| SBS TV    | 2020년 1월 8일 ~ 8월 26일         | 1부                        | 매주 수요일 밤 8:55 ~ 9:30  | 분리 편성 (1, 2부) |
| SBS TV    | 2020년 1월 8일 ~ 8월 26일         | 2부                        | 매주 수요일 밤 9:30 ~ 10:00 | 분리 편성 (1, 2부) |

## MC
| 대수 | 남성   | 여성   | 진행 기간!                        |
| ---- | ------ | ------ | --------------------------------- |
| 1대  | 김구라 | 박선영 | 2016년 12월 6일 ~ 2020년 1월 29일 |
| 2대  | 김구라 | 장예원 | 2020년 2월 5일 ~ 2020년 8월 26일  |

## 큐레이터
- 신동헌
- 김윤상
- 김수민
- 소슬지
- 유재필
- 김소희 (5인조 걸그룹 엘리스 멤버)
- 강성태
- 조은정
- 신기주
- 김주우
- 이나은 (6인조 걸그룹 에이프릴 멤버)
- 서재원
- 허희
- 추대엽 (카피추의 자만추 코너(2020.4.22 ~ 6.24) 담당)

## 타이틀 변천사
| 기수 | 프로그램 타이틀 | 방송 기간                          |
| ---- | --------------- | ---------------------------------- |
| 1기  | 독점! 연예정보  | 1991년 12월 21일 ~ 1994년 1월 24일 |
| 2기  | 한밤의 TV연예   | 1995년 2월 9일 ~ 2016년 3월 23일   |
| 3기  | 본격연예 한밤   | 2016년 12월 6일 ~ 2020년 8월 26일  |

## 결방·편성 변경

### 2017년
- 5월 2일 : 제19대 대통령 선거 후보자 토론회 편성으로 인한 결방
- 5월 9일 : 〈2017 대선 국민의 선택〉 편성으로 인한 결방
- 5월 23일 : 2017 FIFA U-20 월드컵 중계방송으로 인한 결방
- 5월 30일 : 2017 FIFA U-20 월드컵 16강전 〈대한민국 VS 포르투갈〉 중계방송으로 인한 결방
- 10월 17일 : SBS 스포츠 2017년 KBO 리그 플레이오프 1차전 〈NC 다이노스 VS 두산 베어스〉 중계방송으로 인한 결방
- 11월 14일 : 축구 국가대표팀 평가전 〈대한민국 VS 세르비아〉 중계방송으로 인한 결방

### 2018년
- 1월 30일 : 축구 국가대표팀 평가전 〈대한민국 VS 자메이카〉 중계방송으로 인한 결방
- 2월 13일 ~ 2월 20일 : 평창 동계올림픽 중계방송으로 인한 결방
- 6월 12일 : 〈2018년 북미정상회담 - 평화를 그리다〉 편성으로 인한 결방
- 6월 19일 : 러시아 월드컵 조별리그 〈콜롬비아 VS 일본〉 중계방송으로 인한 결방
- 8월 21일 ~ 8월 28일 : 2018년 아시안 게임 중계방송으로 인한 결방
- 9월 18일 : 2018년 3차 남북정상회담 편성으로 인한 결방
- 9월 25일 : 추석 특선영화 《청년경찰》 편성으로 인한 결방
- 10월 16일 : 축구 국가대표팀 평가전 〈대한민국 VS 파나마〉 중계방송으로 인한 결방
- 11월 20일 : 축구 국가대표팀 평가전 〈대한민국 VS 우즈베키스탄〉 중계방송으로 인한 결방
- 12월 25일 : 2018 SBS 가요대전 편성으로 인한 결방

### 2019년
- 2월 5일 : 설 특선영화 《신과함께: 죄와 벌》 편성으로 인한 결방
- 11월 12일 : 2019년 WBSC 프리미어 12 대한민국 VS 대만 중계방송으로 인한 결방
- 11월 19일 : VIP 편성으로 인한 결방
- 12월 31일 : 2019 SBS 연기대상 시상식 편성으로 인한 결방

### 2020년
- 4월 15일 : 2020 총선 국민의 선택 편성으로 인한 결방

## 경쟁 프로그램
- 연중 플러스 (KBS 2TV)
- 섹션TV 연예통신 (MBC TV)